# Waplewo (powiat szczycieński)
Waplewo (dawniej Waplitz) – wieś w Polsce położona w województwie warmińsko-mazurskim, w powiecie szczycieńskim, w gminie Jedwabno. W latach 1975–1998 miejscowość należała administracyjnie do województwa olsztyńskiego.
Wieś mazurska o rozproszonej zabudowie. Tylko nieliczne domy są drewniane. W dawnej szkole mieści się obecnie mieszkanie prywatne. We wsi znajduje się dawny cmentarz ewangelicki oraz kapliczka z początku XX w. Kapliczka to typowy element Warmii, rzadziej występujący na Mazurach.

## Historia
Wieś lokowana na 10 łanach na prawie chełmińskim w 1388 r. nad jeziorem Narejtko (jez. Narejckie), przez wielkiego mistrza Konrad Zöllner von Rotenstein. Zasadźca nosił imię Bartosz, a we wsi osadzono ludność pruską. W 1539 r. we wsi odnotowano 22 domy ("dymy"). W XVI w. była we wsi karczma. W 1559 r. książę Albrecht Hohenzollern, z uwagi na interesy mieszczan z Pasymia, nakazał karczmarzowi z Waplewa "prowadzenie wyszynku wyłącznie piwa miejskiego, a w przypadku gdyby go zabrakło - piwa zamkowego". Podobnie było w roku 1581, kiedy książę Jerzy Fryderyk, zakazał karczmarzowi z Waplewa sprzedażny własnego piwa.
W czasie najazdu polsko-tatarskiego w 1656 r. wieś została znacznie zniszczona, m.in. spłonęła karczma należąca do niejakiego Schertwitza z Pasymia. W 1782 r. we wsi były 22 gospodarstwa domowe, natomiast w 1817 r. 29 domy i 167 mieszkańców. Murowana szkoła wybudowana została w XIX w.
W 1818 r., gdy utworzono powiat szczycieński, Waplewo jako jedyna miejscowość dzisiejszej gminy Jedwabno leżała w innym powiecie. Dopiero w 1955 r., gdy Jedwabno i okolice zostały odłączone od powiatu nidzickiego i przyłączone do powiatu szczycieńskiego, cały obszar gminy Jedwabno znalazł się ponownie w jednej jednostce administracyjnej.
Zobacz też: Waplewo, Waplewo Wielkie